# Roslavl
Roslavl é uma cidade da Rússia, o centro administrativo de um raion do Oblast de Smolensk.